# Due mesi dopo
Due mesi dopo (titolo originale Dumb Witness, ossia "testimone muto") è un romanzo poliziesco scritto da Agatha Christie, pubblicato nel 1937. Protagonista è il famoso investigatore belga Hercule Poirot, ma la voce narrante è quella dell'amico, il capitano Arthur Hastings, l'ultimo in cui compaia prima di Curtain: Poirot's Last Case, anche qui nella parte del narratore.

## Trama

### Introduzione
Poirot riceve una lettera dalla signorina Arundell che lo incuriosisce molto, reca infatti la data di due mesi prima. Nella lettera la signorina Arundell vuole incaricarlo di effettuare delle indagini di carattere riservato. Stuzzicato da questa lettera si reca nel villaggio in cui risiede la signorina e scopre così che è morta poco tempo prima. Accompagnato da Hastings, inizierà ad indagare su questa morte e sul perché la lettera sia arrivata due mesi dopo.

### Intreccio
Emily Arundell scrive a Hercule Poirot perché ritiene di essere stata vittima di un tentato omicidio. Sfortunatamente la lettera arriva in ritardo e quando Poirot la riceve, la donna è già morta da diverso tempo. Il suo dottore, che ha perso l'olfatto, dice che è morta per dei problemi al fegato che aveva da svariati anni.
La dama di compagnia di Emily, Miss Lawson, è la beneficiaria a sorpresa di un notevole quantitativo di denaro, visto che la Arundell aveva da poco cambiato il testamento. Il vecchio documento invece designava come destinatari dell'eredità i nipoti di Emily, Charles e Theresa Arundell e Bella Tanios. I giovani avevano quindi degli ottimi motivi per uccidere la vecchia zia, perché non si riesce a scoprire chi sapeva con certezza del cambio del testamento.
Mentre sta esaminando la casa, fingendo di volerla acquistare, Poirot, vicino alle scale, scopre un chiodo coperto da vernice e deduce che potrebbe essere stata legata una cordicella attorno ad esso, per far inciampare Miss Arundell. Prima della sua morte Miss Arundell aveva parlato di Bob… Il cane… La figura… il vaso. Poirot capisce che la donna si riferiva ad un vaso su cui c'è un disegno di un cane lasciato fuori casa tutta la notte – volendo quindi dire che Bob non aveva potuto mettere la sua palla sulle scale perché non era in casa.
Il giorno in cui è morta Emily è stata ad una seduta spiritica tenuta dalle signorine Tripps, due anziane sorelle che credono nel soprannaturale. Interrogate, le due affermano che quando Emily parlava dalla sua bocca usciva come una forma luminosa. Anche Miss Lawson, che era presente alla seduta, conferma di aver visto un chiarore strano provenire dall'amica.
Theresa e Charles vogliono impugnare il testamento e offrono a Poirot una somma di denaro per aiutarli. L'investigatore sembra accettare il lavoro. Poirot chiede a Bella se anche lei è d'accordo e la donna, dopo averne parlato col marito, accetta. A casa di Emily Poirot parla con il giardiniere e scopre che Charles aveva parlato con lui di un prodotto che poi si scoprirà essere arsenico. La bottiglia adesso è quasi vuota – cosa di cui il giardiniere si stupisce moltissimo.
Theresa Arundell diventa la sospettata principale quando Miss Lawson si ricorda di aver visto qualcuno sulle scale, attraverso lo specchio che ha in camera, la notte in cui Emily cadde dalle scale. Questa persona portava infatti una spilla con le sue iniziali, “TA”.
Bella lascia il marito, dicendo che stava cercando di avvelenarla, e si trasferisce a stare da Miss Lawson, ma Poirot le consiglia di trasferirsi in un hotel. Il giorno dopo, la donna viene trovata morta, con in mano un flacone di sonniferi che aveva comprato il giorno in cui Emily era caduta. L'assassino sembra quindi aver colpito ancora.
Poirot scopre che Miss Arundell è morta per avvelenamento da fosforo, che le è stato somministrato tramite le sue pillole per il fegato. Il motivo per cui alla donna usciva una specie di nebbia dalla bocca è perché il suo fiato era fosforescente ed inoltre aveva un caratteristico odore di aglio, ma il suo dottore non se ne sarebbe potuto accorgere perché non ha più l'olfatto. La natura di quest'omicidio fa pensare che i possibili colpevoli potrebbero essere o il dottor Donaldson, il fidanzato di Theresa, o il marito di Bella, anche lui medico.
Dopo aver riunito tutte le persone coinvolte nel caso, Poirot svela che è stata Theresa a prendere l'arsenico però, non avendo il coraggio di uccidere una persona, si è limitata a gettarlo via. La vera assassina è Bella. La donna ha commesso l'omicidio in modo da ereditare i soldi per potere educare i suoi figli. In segreto Bella aveva cominciato ad odiare il marito, e progettava di uccidere anche lui. La donna si è uccisa perché si era resa conto che Poirot ormai aveva cominciato a sospettare di lei. La spilla che Miss Lawson ha visto dallo specchio era di Bella, con le iniziali “AT” per Arabella Tanios; alla donna sono apparse come “TA” perché le ha viste riflesse. Sul letto di morte, Emily aveva chiesto a Miss Lawson di darle il nuovo testamento, probabilmente perché lo voleva distruggere, ma la dama di compagnia, pensando che l'eredità in questione fosse di piccola entità, le ha detto che ce l'aveva l'avvocato, quando in realtà non era vero. La donna, dopo aver scoperto che la somma in gioco era infinitamente più alta di quanto lei non credesse, era stata sommersa dai rimorsi.
Rispettando il vecchio testamento Miss Lawson decide di dividere equamente l'eredità con i parenti di Emily, inclusi i figli di Bella. Il cane Bob viene adottato da Poirot.

## Personaggi
- Hercule Poirot, famoso investigatore
- Capitano Arthur Hastings, collaboratore di Poirot
- Emily Arundell, padrona di Littlegreen House
- Charles Arundell, nipote di Emily
- Theresa Arundell, nipote di Emily
- Rex Donaldson, fidanzato di Theresa
- Dottor John Grainger, medico di Emily
- Wilhelmina Lawson, dama di compagnia di Emily
- Caroline Peabody, amica di Emily
- Bella Tanios, nipote di Emily
- Dottor Tanios, marito di Bella
- Avvocato Purvis, avvocato di Emily

## Film tratti dal romanzo
- Due mesi dopo (1996),[1] diretto da Edward Bennett, con David Suchet, Hugh Fraser, Patrick Ryecart, Kate Buffery, Julia St. John, Paul Herzberg, Ann Morrish, Pauline Jameson e Muriel Pavlow.

## Edizioni italiane
- Due mesi dopo, traduzione di Enrico Piceni, Collana I Libri Gialli n.198, Milano, Mondadori, novembre 1938. - I Classici del Giallo Mondadori, febbraio 1976; Prefazione e postfazione di Julian Symons, Collana Oscar n.1079 (Oscar del Giallo n.27), Mondadori, ottobre 1978.
- Due mesi dopo, traduzione di Grazia Maria Griffini, I Classici del Giallo Mondadori n.557, Milano, Mondadori, 1988. - Collana Oscar Narrativa n.1516 (Oscar Scrittori del Novecento, poi Oscar Scrittori Moderni), Mondadori, 1996; Edizione illustrata e annotata, Collezione Agatha Christie, Milano, CDE, 1997; I Classici del Giallo Mondadori n.1147, gennaio 2007; Collana Oscar Gialli, Mondadori, 2019, ISBN 978-88-047-0982-4.